# Nati nel 1759
| Questa pagina contiene informazioni ricavate automaticamente dalle voci biografiche con l'ausilio del template Bio e di un bot. L'aggiornamento è periodico e automatico e ricostruisce completamente la pagina. Se manca una persona in questa lista, sei pregato di non aggiungerla, ma accertati piuttosto che la sua voce biografica contenga il template Bio e che i dati anagrafici siano correttamente compilati. Se il template Bio manca, inseriscilo tu stesso o, in alternativa, metti l'avviso {{tmp\|Bio}} che ne segnala la mancanza. Se i dati riportati sono sbagliati, correggi direttamente la voce biografica; le modifiche saranno visibili in questa lista entro pochi giorni. Per chiarimenti vedi il progetto biografie. La lista contiene solo le 184 persone che sono citate nell'enciclopedia e per le quali è stato implementato correttamente il template Bio. Pagina aggiornata al 10 ago 2025. |

## Gennaio(16)
- 1º gennaio - Francesco Saverio Salfi, letterato, politico e librettista italiano († 1832)
- 4 gennaio - Maria Rosa Coccia, clavicembalista e compositrice italiana († 1833)
- 5 gennaio - Jacques Cathelineau, generale francese († 1793)
- 9 gennaio - Guglielmo di Solms-Braunfels, nobile († 1837)
- 15 gennaio - Paolo Assalini, medico italiano († 1846)
- 17 gennaio - Vittorio Amedeo Vialardi di Verrone, generale italiano († 1839)
- 20 gennaio - Giuseppe Bertini, letterato, scrittore e compositore italiano († 1852)
- 21 gennaio - Giuseppe Antonio Abbamonte, patriota e politico italiano († 1818)
- 21 gennaio - Alois Jozef Krakovský z Kolovrat, nobile e arcivescovo cattolico ceco († 1833)
- 25 gennaio - Robert Burns, poeta e compositore scozzese († 1796)
- 25 gennaio - Stefano Andrea Renier, naturalista, zoologo e scienziato italiano († 1830)
- 26 gennaio - James Maitland Lauderdale, nobile e economista britannico († 1839)
- 29 gennaio - Louis-Augustin Bosc d'Antic, naturalista e agronomo francese († 1828)
- 29 gennaio - François Joseph Pey, presbitero francese († 1792)
- 30 gennaio - Giuseppe Leonardo Albanese, patriota e ufficiale italiano († 1799)
- 31 gennaio - François Devienne, compositore, flautista e fagottista francese († 1803)

## Febbraio(16)
- 1º febbraio - Karl Friedrich Hensler, direttore teatrale e commediografo tedesco († 1825)
- 3 febbraio - Johann Maria Philipp Frimont, generale, politico e nobile austriaco († 1831)
- 9 febbraio - Friedrich Benjamin Osiander, medico tedesco († 1822)
- 10 febbraio - Carlo Lasinio, incisore e museologo italiano († 1838)
- 11 febbraio - Ernst von Gemmingen-Hornberg, compositore e nobile tedesco († 1813)
- 11 febbraio - John Pratt, I marchese di Camden, nobile e politico inglese († 1840)
- 13 febbraio - Giuseppe Carignani di Novoli, politico e nobile italiano († 1829)
- 15 febbraio - Friedrich August Wolf, filologo classico e grecista prussiano († 1824)
- 17 febbraio - Vincenzo Chiarugi, medico italiano († 1820)
- 20 febbraio - Johann Friedrich Flatt, filosofo e teologo tedesco († 1821)
- 20 febbraio - Johann Christian Reil, psichiatra, anatomista e fisiologo tedesco († 1813)
- 21 febbraio - Martin von Molitor, pittore austriaco († 1812)
- 22 febbraio - Claude Lecourbe, generale francese († 1815)
- 27 febbraio - Johann Carl Friedrich Rellstab, compositore, critico musicale e editore musicale tedesco († 1813)
- 28 febbraio - Pietro Caprano, cardinale italiano († 1834)
- 28 febbraio - Alexander Tilloch, giornalista e inventore britannico († 1825)

## Marzo(11)
- 2 marzo - Pietro Paoli, matematico italiano († 1839)
- 9 marzo - Charles-Louis Huguet de Sémonville, politico e diplomatico francese († 1839)
- 10 marzo - William Playfair, statistico scozzese († 1823)
- 13 marzo - Siméon Cardon, religioso francese († 1799)
- 16 marzo - Antoine-Guillaume Rampon, militare francese († 1842)
- 19 marzo - Henri Auguste, orafo francese († 1816)
- 19 marzo - Domenico Pellegrini, pittore italiano († 1840)
- 22 marzo - Luc'Andrea Corner, nobile, poeta e militare italiano († 1834)
- 22 marzo - Edvige Elisabetta Carlotta di Holstein-Gottorp, sovrana († 1818)
- 29 marzo - Alexander Chalmers, scrittore e giornalista britannico († 1834)
- 31 marzo - Jeanne Fontbonne, religiosa francese († 1843)

## Aprile(10)
- 1º aprile - José de Bustamante y Guerra, militare e esploratore spagnolo († 1825)
- 9 aprile - Carlos da Cunha e Menezes, cardinale e patriarca cattolico portoghese († 1825)
- 13 aprile - Massimiliano di Sassonia, principe († 1838)
- 14 aprile - Carlo Balabio, generale italiano († 1838)
- 15 aprile - Cosimo Giotti, librettista e poeta italiano († 1830)
- 18 aprile - Thomas Thorild, poeta e filosofo svedese († 1808)
- 19 aprile - Carl August Wilhelm Berends, medico tedesco († 1826)
- 21 aprile - Luigi de' Medici di Ottajano, nobile, giurista e politico italiano († 1830)
- 23 aprile - Dominique-Georges-Frédéric Dufour de Pradt, arcivescovo cattolico e ambasciatore francese († 1837)
- 27 aprile - Mary Wollstonecraft, filosofa e scrittrice britannica († 1797)

## Maggio(13)
- 1º maggio - Jacob Albright, religioso statunitense († 1808)
- 6 maggio - Joseph Karl Ambrosch, tenore e compositore ceco († 1833)
- 6 maggio - François Andrieux, avvocato, poeta e drammaturgo francese († 1833)
- 7 maggio - François-Auguste Parseval-Grandmaison, poeta e traduttore francese († 1834)
- 9 maggio - Armand Simon-Marie Blanquet du Chayla, ammiraglio francese († 1826)
- 12 maggio - Pio Brunone Lanteri, presbitero italiano († 1830)
- 13 maggio - Elizabeth Hervey, nobildonna inglese († 1824)
- 14 maggio - Luigi I del Liechtenstein, principe († 1805)
- 15 maggio - Maria Theresia von Paradis, pianista, compositrice e musicista austriaca († 1824)
- 19 maggio - Nicola Ratti, archeologo e storico italiano († 1833)
- 27 maggio - Luigi Lamberti, poeta, scrittore e traduttore italiano († 1813)
- 28 maggio - William Pitt il Giovane, politico britannico († 1806)
- 31 maggio - Joseph Fouché, politico, diplomatico e rivoluzionario francese († 1820)

## Giugno(5)
- 1º giugno - John Fane, X conte di Westmorland, politico inglese († 1841)
- 10 giugno - Francesco Maria Carnea Steffaneo, politico, letterato e educatore austriaco († 1825)
- 10 giugno - Domingo de Petrés, architetto spagnolo († 1811)
- 19 giugno - Giuseppe Turchi, pittore italiano († 1799)
- 24 giugno - Jean Jacques Antoine Caussin de Perceval, orientalista e linguista francese († 1835)

## Luglio(12)
- 7 luglio - Francesco Saverio Caruana, vescovo cattolico e patriota maltese († 1847)
- 10 luglio - Franz Philipp Fenner von Fenneberg, militare austriaco († 1824)
- 10 luglio - Pierre-Joseph Redouté, pittore e botanico francese († 1840)
- 15 luglio - Girolamo Aprile Benso, vescovo cattolico italiano († 1836)
- 15 luglio - Giuseppe Brecchi, fantino italiano
- 18 luglio - Diego Innico Caracciolo di Martina, cardinale italiano († 1820)
- 18 luglio - Pierre Dumont, politico, scrittore e giurista svizzero († 1829)
- 19 luglio - Aubin-Louis Millin de Grandmaison, botanico, storico e antiquario francese († 1818)
- 19 luglio - Serafino di Sarov, monaco cristiano e mistico russo († 1833)
- 25 luglio - Ercole Dandini, cardinale e vescovo cattolico italiano († 1840)
- 29 luglio - Rosa Dorothea Ritter, nobile tedesca († 1833)
- 29 luglio - Antonio Simeone Sografi, librettista e drammaturgo italiano († 1818)

## Agosto(13)
- 4 agosto - Luigi Gardellini, presbitero italiano († 1829)
- 9 agosto - Natal'ja Semënovna Borščova, nobildonna russa († 1843)
- 11 agosto - John Cradock, I barone Howden, politico, militare e nobile irlandese († 1839)
- 12 agosto - Thomas Andrew Knight, agronomo britannico († 1838)
- 13 agosto - Gaetano Pinali, avvocato italiano († 1846)
- 15 agosto - Jacques Augustin, pittore francese († 1832)
- 19 agosto - Joaquín Blake, militare spagnolo († 1827)
- 20 agosto - Tommaso Condulmer, ammiraglio italiano († 1823)
- 20 agosto - Niccolò Contestabile, pittore italiano († 1824)
- 24 agosto - Étienne-Barthélémy Garnier, pittore francese († 1849)
- 24 agosto - William Wilberforce, politico inglese († 1833)
- 29 agosto - Martial Herman, politico francese († 1795)
- 31 agosto - Joseph Armand von Nordmann, generale austriaco († 1809)

## Settembre(12)
- 2 settembre - Pietro Vidoni, cardinale italiano († 1830)
- 10 settembre - Lemuel Cook, militare statunitense († 1866)
- 10 settembre - George Herbert, XI conte di Pembroke, nobile, politico e generale britannico († 1827)
- 12 settembre - Dmitrij Sergeevič Dochturov, generale russo († 1816)
- 12 settembre - Maximilian von Montgelas, politico tedesco († 1838)
- 18 settembre - Sextius Alexandre François de Miollis, generale francese († 1828)
- 19 settembre - William Kirby, entomologo inglese († 1850)
- 19 settembre - Aleksej Borisovič Kurakin, politico russo († 1829)
- 19 settembre - Guillaume André Villoteau, musicologo e etnomusicologo francese († 1839)
- 26 settembre - Ludwig Yorck von Wartenburg, generale prussiano († 1830)
- 30 settembre - Girolamo Bagnasco, scultore italiano († 1832)
- 30 settembre - Ivan Nikolaevič Ėssen, generale russo († 1813)

## Ottobre(13)
- 4 ottobre - Antoine Arbogast, matematico francese († 1803)
- 5 ottobre - Teodoro Monticelli, presbitero e naturalista italiano († 1845)
- 11 ottobre - Placido Maria Tadini, cardinale e arcivescovo cattolico italiano († 1847)
- 12 ottobre - Johann Adam Schmidt, medico e oculista austriaco († 1809)
- 17 ottobre - Jakob Bernoulli II, matematico svizzero († 1789)
- 22 ottobre - Louise d'Aumont, nobile francese († 1826)
- 23 ottobre - André-Antoine Ravrio, scultore, drammaturgo e poeta francese († 1814)
- 25 ottobre - William Wyndham Grenville, I barone Grenville, politico britannico († 1834)
- 25 ottobre - Sofia Dorotea di Württemberg, imperatrice († 1828)
- 26 ottobre - Georges Jacques Danton, politico e rivoluzionario francese († 1794)
- 27 ottobre - Ferenc Kazinczy, scrittore, poeta e traduttore ungherese († 1831)
- 28 ottobre - Andrej Nikiforovič Voronichin, architetto russo († 1814)
- 29 ottobre - Luigi Canali, scienziato e astronomo italiano († 1841)

## Novembre(14)
- 2 novembre - Johan Sigismund von Mösting, politico e economista danese († 1843)
- 2 novembre - Tarsizio Riviera Folesani, anatomista e chirurgo italiano († 1801)
- 2 novembre - Adrienne de La Fayette, nobile francese († 1807)
- 3 novembre - Giuseppe Gherardeschi, organista e compositore italiano († 1815)
- 7 novembre - Jean Antoine Rossignol, generale francese († 1802)
- 9 novembre - Richard Watson Dickson, medico e agronomo britannico († 1824)
- 10 novembre - Friedrich Schiller, poeta, filosofo e drammaturgo tedesco († 1805)
- 11 novembre - Louis Jean Nicolas Lejoille, militare e marinaio francese († 1799)
- 12 novembre - Maria Petraccini, medico italiana († 1791)
- 15 novembre - Marie-Jean Hérault de Séchelles, avvocato e politico francese († 1794)
- 23 novembre - George Villiers, politico inglese († 1827)
- 27 novembre - Franz Krommer, violinista e compositore ceco († 1831)
- 27 novembre - Giambattista Rusca, generale italiano († 1814)
- 28 novembre - Jean-Baptiste Salle, politico e rivoluzionario francese († 1794)

## Dicembre(8)
- 2 dicembre - James Edward Smith, entomologo e botanico inglese († 1828)
- 7 dicembre - Giulio Cesare Marenco di Moriondo, nobile italiano († 1841)
- 9 dicembre - Hammuda ibn Ali, sovrano tunisino († 1814)
- 13 dicembre - Gaspard-Jean-André Jauffret, vescovo cattolico francese († 1823)
- 20 dicembre - Andrea Bratti, vescovo cattolico italiano († 1835)
- 25 dicembre - Richard Porson, filologo classico, metricista e bibliotecario britannico († 1808)
- 26 dicembre - Johann Georg von Dillis, pittore e museologo tedesco († 1841)
- 31 dicembre - Domenico Benedetto Balsamo, arcivescovo cattolico italiano († 1844)

## Senza giorno specificato(41)
- Jean-Baptiste Audebert, pittore, naturalista e incisore francese († 1800)
- Wilhelm Friedrich Ernst Bach, compositore e organista tedesco († 1845)
- Philibert Borie, medico e politico francese († 1832)
- Carl Frederik von Breda, pittore svedese († 1818)
- Étienne Eustache Bruix, ammiraglio francese († 1805)
- Margaret Bryan, astronoma, filosofa e educatrice britannica († 1836)
- Jacinto Caamaño, esploratore spagnolo
- Giovanni Melchiorre Calosso, presbitero italiano († 1830)
- William Cary, ottico inglese († 1825)
- Carlo Maria Cernelli, arcivescovo cattolico italiano († 1837)
- Francis Dundas, generale e politico britannico († 1824)
- Francisco de Eliza, militare, esploratore e navigatore spagnolo († 1825)
- William Farish, scienziato e chimico inglese († 1837)
- Elizabeth Farren, attrice irlandese († 1829)
- Pietro Ghinelli, architetto italiano († 1834)
- Johann Gottfried Hasse, filosofo e teologo tedesco († 1806)
- Marco Gozzi, pittore italiano († 1839)
- Chrétien-Louis-Joseph de Guignes, diplomatico francese († 1845)
- Josef von Hudelist, politico e diplomatico austriaco († 1818)
- Johann Georg Albrecht Höpfner, farmacista e giornalista svizzero († 1813)
- August Wilhelm Iffland, drammaturgo tedesco († 1814)
- James Johnstone, esploratore inglese († 1823)
- Thomas Luny, pittore inglese († 1837)
- Sake Dean Mahomed, viaggiatore, chirurgo e imprenditore indiano († 1851)
- Aleksej Petrovič Melissino, generale e nobile russo († 1813)
- John Frederick Miller, naturalista e illustratore inglese († 1796)
- Giovanni Andrea Mones, pittore e architetto italiano († 1803)
- Paolo Moretti, presbitero italiano († 1804)
- Giuseppe Lazzaro Morpurgo, imprenditore austriaco († 1835)
- Graziadio Nepi, rabbino e medico italiano († 1836)
- Antonio Onofri, politico e diplomatico sammarinese († 1825)
- Marie-Benoîte-Joséphine Prévost de La Croix, filantropa, docente e nobile francese († 1838)
- Ferdinand Daniel Pulszky de Csélfalva, militare austriaco († 1817)
- Paul von Radivojevich, militare austriaco († 1829)
- Cornelio Saavedra, politico argentino († 1829)
- Isabella Ingram, nobile britannica († 1834)
- William Short, diplomatico e ambasciatore statunitense († 1849)
- Giuseppe Tubertini, architetto italiano († 1831)
- Giuseppe de Turris, politico italiano († 1843)
- Vijaya Raghunatha Tondaiman, sovrano († 1807)
- Paolo Yun Ji-chung, beato coreano († 1791)